# Distrito de Algovia Oriental

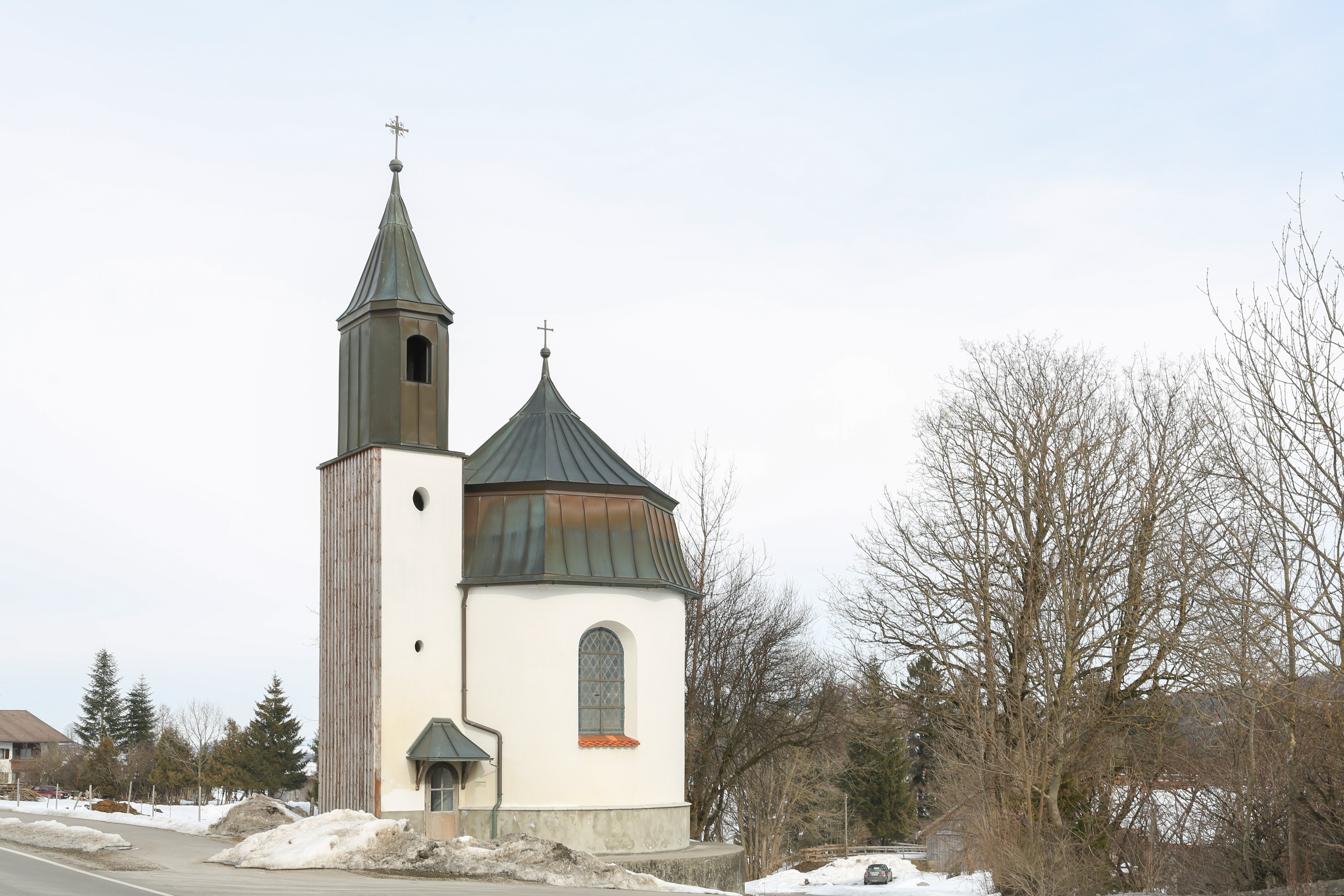
Capilla de la Santísima Trinidad, Enzenstetten, Algovia Oriental.

El distrito de Algovia Oriental (en alemán: Ostallgäu) es uno de los 71 distritos en que está dividido administrativamente el estado alemán de Baviera. Es colindante (en el sentido de las agujas del reloj, empezando desde el Oeste) con los distritos de Alta Algovia, Baja Algovia, Augsburgo, Landsberg, Weilheim-Schongau, Garmisch-Partenkirchen y el distrito austriaco de Tirol. La ciudad de Kempten está rodeada por el distrito, pero no pertenece a él. La ciudad de Kaufbeuren está rodeada por el distrito, pero no pertenece a él.

## Historia
Con anterioridad a 1803 la región estaba dividida en varios pequeños estados, la mayoría de ellos distritos parroquiales. Cuando esos estados fueron disueltos en 1803, la región de Algovia Oriental se anexionó a Baviera. Los reyes de Baviera desarrollaron una relación especial con la zona y construyeron en ella los castillos de Hohenschwangau y Neuschwanstein.
El distrito actual fue establecido en 1972 tras la unión de los antiguos distritos de Kaufbeuren, Marktoberdorf y Füssen.

## Geografía
El término Allgäu se aplica a la parte de la Alpes situado en Suabia y sus estribaciones del norte.
El distrito se extiende desde la cima de los alpes a la región montañosa del norte. El río Wertach, un afluente del río Lech, atraviesa Algovia Oriental de sur a norte. En el sur hay gran número de lagos alpinos, siendo el más grande de ellos el Forggensee con 16 km².

## Escudo de armas
El escudo de armas muestra:
- El león heráldico del condado medieval de Ronsberg;
- la espada de San Martín, santo patrón de Marktoberdorf;
- el bastón de un abad, simbolizando al monasterio de Füssen.

## Ciudades y municipios
| Ciudades                              | Municipalidades | |
| ------------------------------------- | --- | --- |
| 1. Buchloe 2. Füssen 3. Marktoberdorf | 1. Aitrang 2. Baisweil 3. Bidingen 4. Biessenhofen 5. Eggenthal 6. Eisenberg 7. Friesenried 8. Germaringen 9. Görisried 10. Günzach 11. Halblech 12. Hopferau 13. Irsee 14. Jengen 15. Kaltental 16. Kraftisried 17. Lamerdingen 18. Lechbruck 19. Lengenwang 20. Mauerstetten 21. Nesselwang | 1. Obergünzburg 2. Oberostendorf 3. Osterzell 4. Pforzen 5. Pfronten 6. Rettenbach am Auerberg 7. Rieden 8. Rieden am Forggensee 9. Ronsberg 10. Roßhaupten 11. Rückholz 12. Ruderatshofen 13. Schwangau 14. Seeg 15. Stötten 16. Stöttwang 17. Unterthingau 18. Untrasried 19. Waal 20. Wald 21. Westendorf |